# Fegor Ogude
Fegor Ogude (Lagos, 1987. július 29. –) nigériai válogatott labdarúgó, az Amkar Perm játékosa.

## Pályafutása

### Klubcsapatokban
2007 és 2010 között a Warri Wolves csapatának volt játékosa és csapatkapitánya. 2009 nyarán tárgyalásokat folytatott a Vålerenga csapatával, majd 2010. augusztus 31-én aláírt. 2014. január 14-én aláírt az orosz Amkar Perm csapatához 2016 júniusáig. A szerződése lejárta előtt meghosszabbította két évvel a kontraktust.

### A válogatottban
Bekerült a 2013-as afrikai nemzetek kupáján részt vevő keretbe, a tornát megnyerték. A 2013-as konföderációs kupára utazó keretbe is meghívott kapott.

## Sikerei, díjai
- Nigéria
  - Afrikai nemzetek kupája: 2013